# VdB 149
vdB 149 è una nebulosa a riflessione visibile nella costellazione di Cefeo.
Si trova a circa un quarto sulla linea che congiunge le stelle Alfirk (β Cephei) e Alrai (γ Cephei), in una regione ricca di nubi molecolari oscure; in particolare, vdB 149 sembra faccia parte della grande nebulosa oscura LDN 1235, sebbene degli studi sulla velocità radiale indichino che si troverebbe nella sua direzione solo per un effetto prospettico. La stella responsabile dell'illuminazione della regione è BD+72 1018, una stella bianco-azzurra di sequenza principale di classe spettrale B8V, che imprime ai gas e alle polveri da essa illuminati un colore marcatamente bluastro, surriscaldandoli debolmente e facendo loro emettere radiazione infrarossa, osservata anche dall'IRAS; la sua parallasse, misurata in 3,20±0,63 mas, cui corrisponde una distanza di circa 312 parsec (1019 anni luce), indicherebbe al contrario una distanza simile a quella di vdB 150, visibile poco più a nord e sicuramente facente parte della nebulosa LDN 1235. La stella arancione di settima magnitudine HD 210615, visibile poco a sud di vdB 149, non fa parte della regione, trovandosi più in primo piano.
La nebulosa che comprende questa e la vicina vdB 150, LDN 1235 è probabilmente una cosiddetta nebulosa a emissione rossa, ossia una nube posta alle alte latitudini galattiche che diventa visibile grazie al campo di radiazione interstellare, con una bassa luminosità superficiale e dunque dall'aspetto oscuro se osservata nella banda della luce visibile.